# Bilogora
Bilogora, znana i kao Bilo-gora, Bilo-gorje ili povijesnoga naziva Međurečka gora (mađarski: Bilo-hegység) nisko je prostrano gorje i mikroregija u sjevernoj Hrvatskoj. Sastoji se od niza humaka i brežuljaka, te kratkih niskih bila zaobljenih grbina i glavica, koji se pružaju duž jugozapadnog ruba Podravine od sjeverozapada na jugoistok u dužini oko 80 km, s najvišim šumovitim vrhom Rajčevicom (309 mnv). 
Dana 27. ožujka 1938. se je na Bilogori dogodio potres magnitude 6,2 po Richteru. U šumi Bedenik nalazi se Spomen-područje Barutana u spomen na eksploziju vojnog skladišta 29. rujna 1991. u bitki za vojarnu u Bjelovaru, kada je poginulo 11 hrvatskih branitelja i dva pripadnika JNA.

## Građa i reljef
Između Bedenika i Črešnjevice široka je od 16 do 18 km, dok je na zapadnom kraju, između potoka Dubravke i Koprivnice, oko 45 km – ako se 7 km široko Ivaničko humlje ne ubraja, na istočnom krilu od Bastaja prema Virovitici široka je oko 24 km.
Sjeveroistočni pristranci strmiji su od jugozapadnih. Na zapadu se 186 m visokim Lepavinskim prijevojem nadovezuje na Kalnik (željeznička pruga Križevci – Koprivnica), a na istoku 270 m visokim Đuloveskim prijevojem na Papuk (želj. pruga Daruvar – Veliki Bastaji – Suhopolje). Unutar ovih međa zaprema Bilo-gorje 1700 km² te je drugo po prostornom opsegu u središnjoj Hrvatskoj.
Građena je od stare kristalaste jezgre koja je prekrivena tercijarnim (pliocenski pjeskoviti lapori i pješčenjaci s ulošcima lignita) i kvartarnim (pleistocenski žuti pijesci i prapor) slojevima.
Na sjevernim padinama prostire se širok pojas prapora (tzv. pijesci), stvoren nanosom sjevernih vjetrova. Najpoznatiji od njih su Đurđevački pijesci. Djelomično rasjednuta.
U podnožju ležišta su nafte (Ferdinandovac, Jagnjedovec, Šandrovac) i zemnoga plina te lignita koji se u prošlosti iskorištavao. Bilogoru presijecaju ceste koje vode iz Bjelovara u Đurđevac, Virje i Novigrad Podravski te iz Grubišnoga Polja u Viroviticu, Špišić Bukovicu i dr. Uz sjeveroist. podnožje Bilogore veća su naselja Koprivnica, Đurđevac, Pitomača i Virovitica, a uz jugozapadno Križevci, Bjelovar i Grubišno Polje.
Bilogora se nalazi na prostoru između hrvatskih rijeka Drave i Save, taj prostor još nazivaju i Međuriječje. Izvorište je pritoka rijeka: Česme, duge 123 km (Bjelovacke, Plavnice, Ciglenskog i Severinskog potoka, Kovačice, Mliništa, Velike, Račačke rijeke, Žavnice) i Glogovnice (Oslavice) kao i rijeke Ilove (duge 85 km). Česma utječe u rijeku Lonju, a ova u Savu, i tako sve važnije rijeke lonjsko-ilovske zavale pripadaju savskom riječnom slijevu.
Po svojoj visini Bilogora je najniža, ali prostranstvom jedna od najvećih hrvatskih gora. Premda se u geografskom smislu ubraja među humlje, zbog svoga je položaja usred prostrane ravnice prilično uočljiva. Vrlo je pravilnog reljefa. Njezino jasno izraženo bilo blago se spušta na južnu stranu, a malo strmije na sjevernu stranu. Razvodnica je između savskoga i dravskoga porječja i dijeli bilogorsku Podravinu od Lonjsko-čazmanske zavale. Na jugu Bilogore njezini pristranci pružaju se sve do Moslavačke gore.

## Dijelovi Bilogore

### Istočno krilo
- Zapadno Bilo
- Središnje Bilo
- Istočno Bilo

### Zapadno krilo
- Kloštarsko humlje
- Sv. Ivanjsko humlje
- Marča

U vezi s visinskim oznakama bilogorskih ispona treba istaknuti, da se u raznim publikacijama i topografskim kartama nalazi prilična zbrka s oznakama visina Bilogore. Napose to vrijedi za najviši vrh, što je posljedica nekadašnjih oznaka u stopama i njihovih preračunavanja u metre, jer sve stope nisu jednake, a prethodno nije bilo označeno, da li se radi o stopama austrijskim, njemačkim, britanskima ili kakvim drugima. Pa ni u najnovijim specijalkama (vrsta karte) nema još dovoljno pouzdanih podataka usprkos nastojanjima, da se temeljitim reambulacijama uz savjesnu primjenu najsuvremenijeg geodetskog instrumentarija isprave stare pogreške. Zbog toga jedan savjet: nemojte se uzbuđivati ni ljutiti kad nam se visinski podaci Bilogorja (pa i ostalih planina) ne slažu za dva-tri metra.

## Vrhovi Bilogore
- Rajčevica – 309
- Koševac – 296
- Bilo – 294
- Babina gora, spojnica s Papukom – 293
- Viš, kod Male Črešnjevice – 288
- Bačko brdo, Babina gora – 278
- Kerbulin – 274
- Mestrićev jarak – 273
- Zakletišće – 268
- Dugi Brezek – 267
- Kostajnik – 266
- Planina – 266
- Haršan, kod sela Sedlarice (Lipica) – 262
- Velika Zrinjska Šuma, kod sela Sibenika – 262
- Vijenac – 261
- Repušnja – 260
- Trklje – 258
- Brezine – 257
- Lanište – 257
- Cernakova – 256
- Kamenik – 256
- Velebit, iznad Glogovca – 255
- Gradina – 254
- Borova – 252
- Starina brijeg – 252
- Halbot (Bedeničko humlje) – 248
- Klupi – 242
- Mačak – 241
- Mladine (Bilogora) (Bedeničko humlje) – 241
- Lestak (Šandrovačko humlje) – 240
- Staro brdo – 240
- Mujadinski brijeg – 238
- Radolić, k zapadu Špišić Bukovice – 238
- Veliko brdo – 237
- Kostanić brijeg – 236
- Kravljak, Babina gora – 236
- Stari brijeg – 236
- Trimeđak, na izvoru Grđevice – 236
- Poljana, Babina gora – 234
- Bjelovarsko-đurđevačka cesta prijevoj – 231
- Sveti Križ (Heiligenkreuz) – 230
- Bogaz – 228
- Kapela – 224
- Križno drevo – 224
- Struklin jarak, ispod Virovitice – 224
- Prokon (Zrinjsko humlje) – 222
- Tomaški brijeg – 222
- Vićenski brijeg – 222
- Severin – 221
- Grabovac – 217
- Lončarica – 216
- Solarsko brdo – 216
- Vinograd – 214
- Zrinjska brda – 212
- Konjačina – 211
- Boričec brijeg, kod Katalene – 210
- Bjelovačka grbina (Borovo brdo), pored Bjelovara – 208
- Dakino brdo – 204
- Vilovska kosa; Lipova, Dugačka, Ravna kosa – 200
- Idino brdo – 199
- Pustara – 198
- Jazmak šuma – 196
- Tri Kralja – 195
- Bačkovica – 194
- Grabrovnica – 193
- Semovečka grbina – 193
- Stankovec – 190
- Marča – 189
- Črešnjevica – 173
- Bedenik – 162

Vjekoslav Klaić navodi vrh Gradec brdo u Bilo-gori (1878.), visine 349 metara:str. 55. i 60. Koševac bilježi s 300 metara.:str. 55. i 60.

## Biljni pokrov
Cijela je površina pokrivena biljnim plaštom. Niži su pristranci pod vinogradima, voćnjacima, i kukuruzištima, a iznad njih je šuma, pretežno bjelogorična. Po sastavu spada u nizinske hrastove šume. Uz manje komplekse hrasta kitnjaka i graba ima i nešto hrasta lužnjaka, a na sjevernim padinama pod grebenom i malo bukve.
Na tom silnom prostoru ima i slaborodnih krajeva, koje označava breza, bujad, vrijes, borovnica, neki lišajevi i mahovine, ali ima na pijesku i cvatućih biljaka. Tako cvate u breziku u Vukosavskoj đolti Hypericum veronense, Geranium columbinium, Daucus carota (posve sitna), Fragaria vesca (jagoda, sitna), Euphorba cyparissias, Scabiosa ochroleuca, ali najkrasniji je ures karanfil Dianthus armeriastrum, u kojega su cvijeti žarko crveni.
Za puste pjeskovite krajeve značajna je Artemisia scoparia (vrsta pelina), Cytisus austraiacus, Hieracium echiodes, Plantago arenaria, Gypsophila muralis, Sedum maximus, Berteroa incana, Oenothera biennis (biljka selica), od trava Cynodon dactylon i Bromus sterilis, no najznačajniji je za puste pjeskovite krajeve Eryngium campestre.

## Turizam
Na Bilogori su konjičke staze za konjički turizam. U okrilju Bilogore živi hrvatska autohtona pasmina konja gidrana.

## O Bilogorcima
Općenita je oznaka toga kraja i bilogorske mikroregije da je čitav taj prostor lako prohodan, iskrižan brojnim cestama i puteljcima, a od davnih je davnina naseljen do najviših svojih glavica i hrbata. Na sjevernoj i zapadnoj strani tog gorja uglavnom žive podravski kajkavci, a na jugu i jugoistoku su većinom štokavci.

## Naziv gore
Stari naziv za današnju Bilogoru je bio Međurečka gora. Bilogoru je pod tim imenom – «Megiuretska M.» upisao Glavač 1673., a isto je učinio i Canteli 1690. godine.
O imenu Bilogore postoji nekoliko pretpostavkâ, premda to ne bi trebao biti neki naročiti problem. To gorje isprepleteno je brojnim bilo, dakle gorskim kosama, hrptima ili proplancima, pa je tu lako naći odgovor na pitanje o imenu gore. Više kao kuriozum zapisao je Hranilović, da »ime ovoga gorja potječe valjda od bijeloga i sivoga tla, što ga lapori i pijesci tvore te bi imao naglasiti Bijela gora ili Bjelogora« što dolazi od ikavskoga oblika pridjeva bijelo, slično kao i Bjelovar. Po Bilogori se naziva dijelom Bjelovarsko-bilogorska županija i koprivničko poduzeće Bilokalnik.

## Vanjske poveznice
- Mrežno mjesto HPD "Bilogora", Bjelovar

### Wikizvor
- Pjesma Božene Loborec o Bilogori